# Imanol Álvarez
Imanol Álvarez Arruti (Ermua, 19 de mayo de 1967) es un entrenador de balonmano español que entrena al Balonmano Bera Bera.

## Trayectoria

### Entrenador
Se formó como entrenador en escuelas infantiles de Ermua, Éibar y Mondragón, para continuar en el desaparecido Juventud Deportiva Arrate, donde desarrolló sus primeros pasos en los banquillos de manera oificial y fue segundo de los entrenadores Viktor Debre y Julián Ruíz. Tras ello, siguió entrenando balonmano masculino en Primera División Nacional, con el Somos Éibar Eskubaloia de Primera División Nacional.
En 2013 se hace con los mandos del Balonmano Bera Bera tras la salida de Reyes Carrere, con el que estuvo una temporada (ganando el triplete de Liga, Copa de la Reina y Supercopa) para bajar un escalón y entrenar al Errotabarri de su ciudad, a la que volvió para facilitar su vida familiar.
En mayo de 2018 volvió a Bera Bera como primer entrenador para sustituir a Montse Puche y permanece en el conjunto donostiarra años después.
En 2017 es nombrado selección nacional júnior, cargo que compaginó con su puesto como coordinador deportivo en el Errotabarri y entrenador del equipo femenino de División de Honor Plata, sustituyendo a Jorge Dueñas. Además compartió los banquillos de la Selección Española hasta mayo de 2023 con José Ignacio Prades con el que levantó el título de campeonas en los Juegos Mediterráneos de Oran 2022.
Con el a los mandos el club donostiarra consigue su segundo título de liga el año de su incorporación y en su palmarés lucen un total de 6 ligas, 5 Copas de la reina, 3 Supercopa de España, 2 Supercopa Ibérica, así como dos tripletes, en la temporada 2023/24 y 2024/25.

#### Clubes
- 2010-11: Arrate
- 2013-14: Bera Bera
- 2014-18: Errotabarri
- 2018-Actualidad: Bera Bera

### Jugador
Criado como jugador en su etapa colegia junto a Teodoro Zuazua, como jugador militó en el JD Arrate así como en equipos de Baracaldo, El Pilar, Mondragón y Vinaroz.

## Títulos y galardones

### Títulos

#### Clubes
- 6 x Liga Guerreras Iberdrola (2013/14, 2019/20, 2020/21, 2021/22, 2023/24, 2024/25)
- 5 x Copa de la Reina (2013/14, 2018/19, 2022/23, 2023/24, 2024/25)
- 3 x Supercopa (2013-14, 2018-19, 2022-23)
- 2 x Supercopa Ibérica (2023, 2024)

#### Selección
- 1 x Medalla de Oro en los Juegos del Mediterráneo (2022)[7]

### Galardones individuales
- Insignia y medalla de plata de la Real Federación Española de Balonmano. (2023)[11]
- Mejor entrenador de la temporada 2024/25[12]

## Vida personal
Es el mayor de cinco hermanos y su padre era entrenador del equipo de Ermua. Es un gran aficionado a la bicicleta y a realizar viajes largos con ella.